# Pediobius marjoriae
Pediobius marjoriae är en stekelart som beskrevs av Kerrich 1973. Pediobius marjoriae ingår i släktet Pediobius och familjen finglanssteklar.
Artens utbredningsområde är Uganda. Inga underarter finns listade i Catalogue of Life.